# توماس كروفتون كروكر
توماس كروفتون كروكر (15 يناير 1798- 8 أغسطس 1854) خبير آثار إيرلندي، اشتهر بأساطيره الخرافية ومأثورات من جنوب إيرلندا (1828-1825)، كما أبدى اهتمامًا معتبرًا بالأغاني والموسيقى الإيرلندية.
على الرغم من ادعاء أن الأساطير الخرافية هي عبارة عن مختارات من الحكايات التي جمعها كروكر خلال رحلاته الميدانية، إلا أن كروكر كان قد أضاع ملاحظات مخطوطه واضطر إلى إعادة بناء العمل بمساعدة الأصدقاء. لم يعترف كروكر بفضل توماس كيتلي كما يجب، فعبر هذا الأخير عن امتعاضه علانية، ونشر بعد وقت قصير عمله الخاص المنافس. بينما قبل المتعاونون الآخرون عامة، بنسب الفضل إلى كروكر، وبشكل خاص ويليام ماجين. لكن بعد وفاة ويليام ماجين أصر أقرباؤه على أنه كان قد كتب أربعة أو أكثر من الحكايات. تراجع كروكر عن عشر حكايات في نسخته الثالثة عام (1834)، وصدرت نسخة رابعة (1859) بعد وفاته، وكانت عبارة عن مقدمة تمهيدية مع مذكرات كتبها ابنه.
وصف ويليام باتلر ييتس، الذي استحوذ على عدد من الحكايات من أجل مختاراته الأدبية، كروكر بانتمائه إلى الفئة الصاعدة من الأنجلو-إيرلنديين، وانتقده بسبب التشويهات الهزلية للتقاليد الإيرلندية، وهو تقييم ردده نقاد إيرلنديون آخرون. كتبت بريدجيت جي. مكارثي دراسة بيوغرافية ناقشت من خلالها عادة كروكر في نشر كتابات الآخرين باسمه هو. بينما كان جاستين مكارثي ونيل سي. هالتين من بين المدافعين عن كروكر.

## الحياة والعمل
ولد كروكر في مدينة كورك، وكان الابن الوحيد للرائد توماس كروكر وزوجته، السيدة ديلون سابقًا، ابنة كروكر ديلون وأرملة السيد فيتون. تدرب كروكر في عمر الخامسة عشرة على الأعمال التجارية. سافر بين عامي 1812 و1815 إلى جنوب إيرلندا وبدأ جمع الأساطير والأغاني. أخذ كروكر مرثية إيرلندية (ندب للميت) جمعها من كورك عام 1813، وترجمها إلى نثر إنجليزي نشر في صحيفة مورنينغ بوست عام 1815 فجذب انتباه الشاعر جورج كراب في عام 1817، وكان خبير الآثار ريتشارد سينتهيل الوسيط في ذلك.
أظهر كروكر كذلك موهبة فنية، وعرضت أعماله في كروك عام 1817 («رسومات بالقلم لقوارب تجريبية»)، لكنه تخلى عن الفن لصالح الأدب.
نحو عام 1818، أرسل كروكر إلى الشاعر توماس مور مجموعة من أربعين أغنية إيرلندية تقريبًا، وبعض الشعر الذي قام بجمعه، فاستخدم مور هذه المواد في إصدارات ألحانه الإيرلندية.
بعد وفاة والد كروكر في 22 مارس عام 1818، تسلم قريبه البعيد جون ويلسون كروكر (أو الذي لا قرابة بينهما) إدارة الأملاك. كان جون سكرتير الأميرالية وحصل على وظيفة لكروكر ككاتب هناك، تلك الوظيفة التي حافظ عليها كروكر لمدة ثلاثين عامًا حتى تقاعده في عام 1850.
لقد كان كروكر قصير القامة، فبلغ طوله 4 أقدام و10 بوصات. وصفه السير والتر سكوت بأنه «صغير كقزم، لديه عينين حادتين كصقر وآداب سلوكية رفيعة مثل توم مور».
في النهاية، كرس كروكر نفسه بشكل تام لمجموعة الشعر الإيرلندي القديم والفولكلور الإيرلندي.

### أبحاث في جنوب إيرلندا
لقي كتاب كروكر الأول أبحاث في جنوب إيرلندا (1824) استحسانًا من قبل زملائه خبراء الآثار. ووفقًا لكروكر في مقدمته، فإن الرسومات التوضيحية للكتاب نفذت باستخدام قلم رصاص من قبل الآنسة نيكولسون وألفريد نيكولسون (1833-1788) (زوجته المستقبلية وشقيق زوجته) الذين رافقاه في رحلته الميدانية لجمع المواد.

### أساطير خرافية
جاء عمل أساطير خرافية ومأثورات جنوب إيرلندا (1828-1825) بعد عمل أبحاث من جنوب إيرلندا، وحقق نجاحًا شعبيًا كبيرًا، ليكون أهم عمل لكروكر. امتدح والتر سكوت هذا الكتاب في رسالة وأثنى عليه في أعماله الخاصة.
نشر الجزء الأول في عام 1825 وترجم إلى اللغة الألمانية من قبل الأخوين غريم (حكايات خرافية إيرلندية, 1826). صدر الجزء الثاني والثالث تباعًا عام 1828. تضمن الجزء الثالث مقالة مطولة عن الخرافات كتبها الأخوين غريم (مقدمة تمهيدية لكتاب حكايات خرافية) ترجمها كروكر، إلى جانب قسم يتناول حكايات خرافية من ويلز كتبتها مراسلة صحافية مجهولة الهوية.
نفذ دبليو. إتش. بروك الرسوم التوضيحية للإصدار الأول من حكايات خرافية باستخدام نقوش خشبية، بينما زودت الطبعة الثانية برسومات أصلية نفذها دانيل ماكلايز الذي عمل لصالح كروك، على الرغم من التعديلات الأسلوبية التي مارسها النقاش بروك. أما الإصدار الثالث فتضمن ثلاثة مجلدات ضمن مجلد واحد نشر في عام 1834. وبذلك يكون العمل قد شهد بالمجمل ستة إصدارات خلال القرن التاسع عشر.
كان هذا العمل ذريعة فعالة لجذب جمهور أوسع إلى الحكايات الإيرلندية، ليس ضمن متحدثي اللغة الإنجليزية فحسب، بل أبعد من ذلك بكثير. أجرى كروكر تعديلات على الحكايات وفقًا لأهوائه، فتعرض للانتقاد بسبب إضافته الكثير من الأسلوب الأدبي وروح الدعابة المتكلفة إلى تلك الحكايات.